# 松田雄一
松田 雄一（まつだ ゆういち、1977年3月23日 - ）は、日本の国語教育者。

## 来歴
広島県広島市出身。広島城北高等学校、明治大学農学部を卒業。大手物流企業に就職後、広島にUターンし学習塾の国語専任社員、工具メーカー社員となる。2010年（平成22年）9月に、会社勤務の傍ら、広島市を拠点に広島まほろば学習会を設立して、素読教室を始める。 2014年（平成26年）8月6日の原爆記念日には、広島まほろば学習会主催で「広島で平和を語らナイト」を開催。KAZUYAや神谷宗幣と共に、集団的自衛権や平和教育のこれまでの在り方について疑問を投げかけるトークディスカッションを行う。
2014年（平成26年）12月に会社を退職して、神谷宗幣が代表を務める株式会社グランドストラテジーに入社して国語事業に専念。2016年（平成28年）には杉田水脈のYouTubeチャンネル「男どき女どき」に出演し、教育再生の核心は国語であると指摘。2017年（平成29年）に国語教育の事業体として「国語works広島」を設立して独立。保育園・幼稚園などでの園児への国語（素読）教務、保育士が国語教務を行うための研修（研修プログラムも自作）を担当したりしている 。2019年（平成31年）1月には山谷えり子・松浦芳子ら建て直そう日本女性塾の主催で、参議院議員会館において、「取り戻そう！日本人のための国語教育」を講演。国語教育や日本の伝統文化継承の教育プランについての講演などを行っている 。

## 不祥事
2016年（平成24年）２月に、松田は指定薬物で危険ドラッグのラッシュを中国から輸入した容疑で逮捕されている（読売新聞　33ページ（広島）　2016年３月9日）。

## 著書
・『素読をすれば、国語力が上がる! : 古典や名文で子供の能力開花』松田雄一著 かざひの文庫 2018年
・『日本人OSインストールガイド　展開編』松田雄一著 2014年
・『日本人OSインストールガイド　準備編』松田雄一著 2014年